# Manmukh
Manmukh literalmente significa "conduzido pela própria vontade", doutrina do Siquismo.
O Manmukh está ligado a desejos mundanos, a riqueza material, mundanismo, tentações e prazeres dos sentidos. Seus desejos, as suas necessidades são ilimitadas. É alguém iludido pela Maya por ser egocêntrico.
Um Manmukh segue apenas sua própria mente ou desejos, sem respeito por ninguém. Uma pessoa egocêntrica é chamado de um Manmukh. O oposto de Manmukh é Gurmukh (pessoa que segue a doutrina e código de vida narrado pelo guru). Assim, um Manmukh é um ser material (egoísta ou ligado a coisas mundanas) ao contrário de um ser espiritual. Pessoas mundanas e materialista que acreditam que a felicidade eterna é alcançável apenas na aquisição material de bens. É governado e condicionado pelo prazer de seus cinco sentidos e sua mente. Totalmente carnal apegado a luxúria, raiva, ganância, apego material, vaidade, inveja e teimosia, e coisas semelhantes.
Como resultado, ele não tem a crença e compreensão do Naam (a existência de Deus), Shabad (palavra do guru), Hukam (vontade do todo-Poderoso), o Atma (Alma), ou Deus (Espírito ou Sat Guru). Consequentemente, ele não tem entendimento do propósito final da vida, de sua relação com Deus, e o caminho de Deus (Gurmat). Nesta loucura e ilusão de se achar "o fim em si mesmo", ele cultiva a vida de um incrédulo cínico chamado "Saakat" — um insensato e um falso. De acordo com o Gurbani, assim são todos aqueles que ainda não percebem a sua origem (Deus, a Verdade, a Shabad ou Naam, etc.)
Todo mundo pode ser categorizada como um servo de Maya ou de Akal. Aqueles que servem Maya são chamados Manmukhs, e aqueles que servem a Verdade (de Deus) são chamados de Gurmukhs. Assim, independentemente de quão desenvolvido um Manmukh possa estar em seu seu estado material, qualificações, educação ou status cultural, carece de qualidades Divinas; por conseguinte, é ignorante da Realidade Cósmica que está contido dentro de si. Tais indivíduos não conseguem atingir a Perfeição Espiritual ou Compreensão Intuitiva da "realidade última"; porque seu intelecto é obscurecido pela contaminação material. Eles odeiam a santidade. Eles buscam Maya, e passeiam nesta floresta densa de existência material, como uma besta numa roupagem humana.